# Acropora valenciennesi
Acropora valenciennesi är en korallart som först beskrevs av Milne-Edwards och Jules Haime 1860. Den ingår i släktet Acropora och familjen Acroporidae. Den Internationella naturvårdsunionen (IUCN) kategoriserar arten globalt som livskraftig. Inga underarter finns listade i Catalogue of Life.